# Joya (India)
Joya è una suddivisione dell'India, classificata come nagar panchayat, di 13.340 abitanti, situata nel distretto di Jyotiba Phule Nagar, nello stato federato dell'Uttar Pradesh. 